# Pobačaj u Rumunjskoj
Pobačaj u Rumunjskoj bio je većinom ilegalan tijekom povijesti, a za razliku od drugih europskih zemalja, strožije se kažnjavao, još u 19. stoljeću. Zabrana pobačaja uvedena je 1948. godine nakon uvođenja komunističkoga sustava. Legaliziran je pobačaj na zahtjev 1957. godine, što je dovelo do povećanja broja pobačaja.
Godine 1966. novi vladajući tim, na čelu s Nicolae Ceauşescuom, ograničio je dopuštenost pobačaja na samo sljedeće okolnosti:
- Trudnoća predstavlja prijetnju majčinom životu, što se ne može ukloniti drugim sredstvima.
- Dijete je nastalo incestom.
- Trudnica je fizički ili mentalno hendikepirana i trudnoća je nastala kao rezultat zločina.
- Trudnica je starija od 45 godina (1972. godine smanjeno je na 40 godina, a ponovno se povećalo u 1984. godini na 42 godine)
- Trudnica je rodila četiri ili više djece pod njezinom skrbi.[2]

Ovaj zakon poznat kao Dekret 770 suprotno općim mišljenjima, nije doveo do pada pobačaja, o čemu svjedoči i činjenica da je broj legalnih pobačaja u odnosu na broj živorođene djece bio veći nego na primjer u Poljskoj ili u zapadnoeuropskim zemljama koje su se odlučili za legalizaciju pobačaja.
Godine 1989., ubrzo nakon svrgavanja Ceausescua, nova vlada u Rumunjskoj ukinula je ograničenja na pristup pobačaju i legaliziran je pobačaj na zahtjev u prvih četrnaest tjedana trudnoće. Od 1991. godine broj pobačaja stalno se smanjuje, što je povezano s povećanjem edukacije.